# سیکوند
{{جعبه اطلاعات روستای ایران
|نام رسمی=سیکوند
|عرض جغرافیایی=
|طول جغرافیایی=
|تصویر= 
|عکس=
|اندازه تصویر= 
|توضیح تصویر= 
|استان=خوزستان
|شهرستان=لالی
|بخش= بخش حتی
|دهستان=جاستون شهه
|نام بومی=
|نام دیکر=
|نام قدیمی=
|تاریخ بنیان‌گذاری= 
|جمعیت= ۱۷۱ نفر
|رشد جمعیت=
|تراکم‌جمعیت=
|مساحت=
|ارتفاع= 
سیکوند یکی از روستاهای استان خوزستان در ایران است که در بخش حتی از شهرستان لالی و در دهستان جاستون شهه قرار دارد.
این صفحه توسط مصطفی چراغی بابادی ویرایش شد

## جمعیت
بر پایهٔ سرشماری عمومی نفوس و مسکن در سال ۱۳۸۵، جمعیت این روستا ۱۷۱ نفر (در ۳۰ خانوار) بوده‌است.

## زیرساخت
در سال‌های اخیر پروژهٔ آسفالت جاده عشایری سیکوند توسط اداره‌کل جهاد کشاورزی خوزستان آغاز شده‌است تا دسترسی این روستا به مناطق اطراف تسهیل گردد.

## موقعیت جغرافیایی
سیکوند در ناحیه کوهستانی شمال استان خوزستان قرار دارد. این منطقه دارای زمستان‌هایی نسبتاً سرد و تابستان‌هایی گرم است.

## جمعیت
این روستا در دهستان جاستون شهه قرار دارد و براساس سرشماری مرکز آمار ایران در سال ۱۳۸۵، جمعیت آن ۱۷۱ نفر (۳۰خانوار) بوده‌است.